# Operazione Culverin
L'operazione Culverin era un'operazione pianificata durante la seconda guerra mondiale, in cui gli alleati avrebbero dovuto riconquistare la punta settentrionale di Sumatra (l'attuale provincia di Aceh), occupata dall'Impero giapponese. Tale operazione non fu mai effettuata anche per la mancanza di risorse e ad altri eventi successivi, che la resero inutile.

## Ideazione
L'idea era stata proposta da Winston Churchill alla conferenza di Quebec, il 20 agosto 1943. Egli era insoddisfatto dei piani alleati relativi al teatro del sud-est asiatico per gli anni 1943 e 1944. Nella sua visione, impadronendosi dell'area a nord di Sumatra, si poteva sorprendere il nemico nipponico e costringerlo alla fuga (possibile grazie al trasporto aereo). Dopo questa idea iniziale, non vi fu più uno studio dettagliato e la questione non fu presa in considerazione.
L'idea fu invece ripresa nel febbraio 1944, quando una delegazione dell'Ammiraglio Louis Mountbatten, il comandante supremo del South East Asia Command, riferì alla commissione Difesa di Londra. Mountbatten propose operazioni anfibie in collaborazione con il South West Pacific Area americano. "Culverin" sarebbe stata necessaria come prima parte di questo piano. Tuttavia, il Joint Chiefs of Staff non la favorirono (in parte, questo atteggiamento fu il prodotto dell'azione del vice comandante supremo di Mountbatten, il generale americano Joseph Stilwell, che aveva inviato a Washington una missione per rappresentare il suo differente punto di vista al Joint Chiefs of Staff). Inoltre, nel caso in cui, la maggior parte fra corazzate e incrociatori della Marina imperiale giapponese fossero stati trasferiti a Singapore, formando quindi una forza navale superiore, l'operazione Culverin sarebbe stata comunque abbandonata. Infatti, la Royal Navy non aveva potuto rafforzare sufficientemente la propria flotta nell'oceano Indiano per affrontare il principale dispiegamento nemico, mentre la United States Navy era impegnata nelle operazioni nel Pacifico centrale e in quelle nel sud-ovest del Pacifico, e non intendeva distogliere unità dal Pacifico.
Il South East Asia Command era comunque molto più cauto nelle sue stime per le risorse necessarie per far sì che le operazioni anfibie inizialmente proposte da Churchill potessero avere successo: per la molto meno ambiziosa Operazione Buccaneer, che proponeva l'acquisizione delle isole Andamane, si era prevista una forza di terra di 50 000 uomini, dove invece Churchill aveva stabilito che solo una singola divisione (14 000 uomini) sarebbe stata sufficiente. Inoltre, dal momento che nessun supporto aereo sarebbe stato disponibile fino a quando una grande testa di ponte sarebbe stata assicurata, l'Ammiraglio Mountbatten richiese l'utilizzo di quasi tutte le portaerei della Royal Navy (cosa che avrebbe avuto effetti negativi sulle altre operazioni).

## Abbandono e giudizio storico
A metà del 1945, l'operazione Culverin fu definitivamente abbandonata: la flotta giapponese era stata nel frattempo distrutta o immobilizzata, e ora il piano da seguire era quello dell'Operazione Zipper, ovvero uno sbarco sulla costa della Malesia.
Lo sbarco principale avvenne nel maggio 1945 a Rangoon, nell'ambito dell'Operazione Dracula.
Il progetto di questa operazione fu un'idea personale di Churchill, che arrivò a paragonarla per importanza strategica alla battaglia di Gallipoli della prima guerra mondiale e necessaria per riprendere la parte dell'Impero britannico caduta sotto il dominio nipponico e contemporaneamente risollevarne il prestigio.